# Bonk
Bonk, também chamado de PC Genjin no Japão e de B.C. Kid na Europa, foi o mascote oficial da NEC Corporation para o console TurboGrafx-16. 
O personagem é um homem das cavernas baixinho, careca e cabeçudo. Ele foi criado na época em que dinossauros eram a febre e os homens das cavernas eram considerados bons protagonistas para jogos eletrônicos de plataforma. Depois de um tempo, o TurboGrafx-16 não foi a lugar nenhum, e por conta disso o Bonk acabou aparecendo no SNES e no Game Boy. Apesar disso, a série Bonk teve uma boa popularidade no Japão, onde ele foi precedido por uma outra versão futurística conhecido como Zonk.
Atualmente os direitos do personagem pertencem a Konami, uma vez que ela adquiriu a Hudson Soft em 2012.

## História
Em 1989, a NEC Corporation e a Hudson Soft decidiram que seria uma boa criar um mascote para fazer frente ao Mario Bros., que era a estrela do console rival Famicom/NES.
O primeiro jogo da série - Bonk´s Adventure, que é um jogo de plataforma bem colorido e carismático - mostra Bonk como um menino das cavernas que luta contra dinossauros e inimigos inspirados na pré-história para salvar a princesa Za (ironicamente um pequeno dinossauro rosa) contra o malvado King Droll (um tiranossauro verde).

## Aparições

### Jogos Eletrônicos
| Ano  | Nome no Ocidente                           | Nome no Oriente                                                 | Plataforma                        |
| ---- | ------------------------------------------ | --------------------------------------------------------------- | --------------------------------- |
| 1989 | Bonk's Adventure                           | PC Genjin                                                       | TurboGrafx-16                     |
| 1991 | Bonk's Revenge                             | PC Genjin 2                                                     | TurboGrafx-16                     |
| 1992 | B.C. Kid - Pithecanthropus Computerurus    |                                                                 | Commodore Amiga                   |
| 1993 | Bonk 3: Bonk's Big Adventure               | PC Genjin 3                                                     | TurboGrafx-16                     |
| 1994 | Bonk's Adventure - Arcade Version B.C. Kid | 究極!!ＰＣ原人 - Special Arcade Version (Ultimate!! PC Caveman) | Arcade                            |
| 1994 | Super Bonk Super B.C. Kid                  | Chō Genjin                                                      | SNES                              |
| 1994 | GB Genjin Land: Viva! Chikkun Kingdom      | GB Genjin Land: Viva! Chikkun Ōkoku                             | Game Boy                          |
| 1995 | não lançado                                | Chō Genjin 2                                                    | Super Famicom                     |
| 1996 | não lançado                                | Genjin Collection                                               | Game Boy                          |
| 2006 | Bonk's Return                              | Bonk's Return                                                   | mobile phones                     |
| 2008 |                                            | Mekuttepon! (PC Genjin Version)                                 | iPhone OS                         |
| 2010 | Super Bonk Super B.C. Kid                  | Chō Genjin                                                      | Relançamento para Virtual Console |

### Jogos Não Concluídos
RPG Genjin, Ultra Genjin e Bonk 3D chegaram a ser ´lanejados para serem lançados para PC Engine, Nintendo 64 e Nintendo 3DS, respectivamente, mas o projeto nunca saiu do papel. O Ultra Genjin, porém, acabou se tornando o Bomberman Hero, para Nintendo 64.
Em 2009, a Konami anunciou que o jogo Bonk: Brink of Extinction seria lançado para PlayStation Network, Xbox Live Arcade, e WiiWare. Dois anos depois, porém, a empresa resolveu descontinuar o projeto.

### Aparições em Jogos de Outras Franquias
Bonk aparece no jogo Saturn Bomberman, do Sega Saturn, como um personagem elegível no modo "Battle".
Bonk também seria um personagem selecionável do jogo Hi-Ten Bomberman Tournament, porém o projeto deste jogo foi descontinuado.

### Aparições em Outras Mídias

#### Manga
- PC Genjin-kun (PC原人くん), foi lançado em manga de Fevereiro de 1992 a Abril de 1994, sendo publicado pela Shogakukan e cuja autoria foi de Hikawa Hirokazu.
- Em 2010, Bonk fez uma aparição no manga High-Score Girl (ハイスコアガール Haisukoagāru), numa imagem do cartucho do PC Engine.